# Nathan Dahlberg
Nathan Dahlberg (* 22. Februar 1965 in Wangani; † am oder vor 23. August 2024 in China) war ein neuseeländischer Radrennfahrer.

## Karriere
Nathan Dahlberg begann seine Profikarriere 1988 bei der amerikanischen 7-Eleven-Mannschaft. In den folgenden Jahren war er unter anderem bei 7-Eleven-American Airlines-Wamasch (1989), 7-Eleven-Hoonved (1990), Motorola (1991), Spago (1992), Team Hohenfelder-Concorde (1999) und beim Marco Polo Cycling Team (2003) unter Vertrag.
Mit der Tour de France und dem Giro d’Italia fuhr er zwei der drei großen Rundfahrten und war Anfang der 1990er Jahre Mannschaftskollege von dem siebenfachen Toursieger Lance Armstrong. 2001 gewann er eine Etappe der Marokko-Rundfahrt.
Dahlberg war nach seiner Profilaufbahn für verschiedene Elite-Mannschaften als Gastfahrer bei internationalen Rennen an den Start gegangen, so zum Beispiel für Greenfield Fresh Milk bei der Tour d’Indonesia und für Nordland-Hamburg beim Ringerike Grand Prix in Norwegen 2005 und den Scandinavian Open in Schweden im Jahr 2004.
Mit Rennteilnahmen in 49 Ländern (Stand: 2005) zählte er im Peloton zu den weltweit bekanntesten Fahrern.

## Erfolge (Auswahl)
1988
- Sieg Crystal Palace

1989
- Sieg Grand Prix Antwerpen (Bel)
- vierte Etappe Milk Race (UK)

1990
- erste Etappe Tour de Suisse

1991
- neunte Etappe Tour de Mexico

1992
- vierte Etappe Madera County Tour (USA)
- dritte Etappe Tour of Willamette (USA)
- zweite Etappe Tour of Bisbee (USA)
- vierte Etappe Tour of Bisbee (USA)
- zweite Etappe Casper Classic (USA)
- siebte Etappe Casper Classic (USA)

1993
- erste Etappe New Zealand Post Tour

2001
- fünfte Etappe Tour du Maroc
- Sieger Gesamtwertung Tour du Maroc

2002
- 1b. Etappe Tour of Serbia

2004
- Sieger Gesamtwertung Tour d’Indonesia

## Teams
- 1988 7-Eleven
- 1989 7-Eleven-American Airlines-Wamasch
- 1990 7-Eleven-Hoonved
- 1991 Motorola
- 1992 Spago-Nutra Sweet
- 1993 Spago-Rossin
- 1997 Village Peddler
- 1998 Start to Finish-Village
- 1999 Team Hohenfelder-Concorde
- 2003 Marco Polo Cycling Team
- 2004 Marco Polo Cycling Team
- 2007 AltiPower Global Cycling